# リチャードソン郡 (ネブラスカ州)
座標: 北緯40度07分 西経95度43分 / 北緯40.12度 西経95.72度
リチャードソン郡（英: Richardson County）は、アメリカ合衆国のネブラスカ州にある郡。2000年時点の人口は9,531人で、郡庁所在地はフォールズシティ (Falls City)。
ネブラスカ州のナンバープレートで、リチャードソン郡の車両は最初の数字が19になっている。これは1922年にナンバープレートの制度を確立した際、リチャードソン郡の車両登録台数が州内の郡のなかで19番目に多かったからである。
郡の南東の隅には、アイオワ、カンザス、オクラホマの三州にまたがるインディアン居留地が置かれている。

## 歴史
リチャードソン郡は1855年に組織され、ネブラスカ準州知事のウィリアム・A・リチャードソンにちなんで名付けられた。
1879年3月30日、アーヴィングと名付けられたカンザス・トルネード（竜巻）がリチャードソン郡を直撃した。このトルネードは藤田スケールでいうところのF4を記録し、100マイル（約160km）にわたって800ヤード（約730m）という広い地域が被害を受けた。これによって18人が死亡し、60人が怪我をした。

## 地理
アメリカ合衆国国勢調査局によると、この郡は総面積1,440 km2 (556 mi2) である。このうち1,433 km2 (553 mi2)が陸地で、7 km2 (3 mi2) が川や湖などの水地域である。総面積のうちの0.49%が水地域となっている。
この郡の東の境界線はミズーリ川に沿うように引かれていて、その対岸はミズーリ州になるが、ルロという村の北東には対岸にも郡の領地がある。また、この郡を流れるミズーリ川はネブラスカ州で最も海抜の低い地点になっていて、この郡を出ると川はカンザス州とミズーリ州に入る。

### 隣接する郡
- ネマハ郡 (ネブラスカ州)（北）
- ホルト郡 (ミズーリ州)（東）
- ドニファン郡 (カンザス州)（南東）
- ブラウン郡 (カンザス州)（南）
- ネマハ郡 (カンザス州)（南西）
- ポーニー郡（西）

## 人口動静

2000年国勢調査時の郡の人口ピラミッド

2000年の国勢調査によると、リチャードソン郡には9,531人、3,993世帯、及び2,567家族が暮らしている。人口密度は7/km2 (17/mi2) で、3/km2 (8/mi2) の平均的な密度に4,560軒の住居が建っている。この郡の人種の構成は白人95.65%、黒人（アフリカ系アメリカ人）0.19%、先住民2.32%、アジア系0.15%、その他の人種0.22%、および混血1.48%で、1.05%の人々がヒスパニックまたはラテン系である。
リチャードソン郡に住む3,993世帯のうち、29.50%は18歳未満の子どもと暮らしており、53.40%は夫婦で生活している。7.40%は未婚の女性が世帯主であり、35.70%は家族以外の住人と同居している。32.20%は独居で、全世帯の17.70%は65歳以上の独居老人世帯である。1世帯あたりの平均人数は2.34人であり、家庭の場合は2.95人である。
郡の住民は25.50%が18歳未満の子どもで、18歳以上24歳以下が5.90%、25歳以上44歳以下が23.80%、45歳以上64歳以下が23.30%、および65歳以上が21.50%となっている。平均年齢は41歳である。女性100人に対して男性は93.50人いて、18歳以上の女性100人に対しては男性は90.00人いる。
郡の世帯ごとの平均収入は29,884米ドルで、家族ごとでは39,779米ドルである。男性の25,938米ドルに対して女性は18,775米ドルの平均的な収入がある。この郡の一人当たりの収入 (per capita income) は16,460米ドルである。総人口の10.10%、家族の6.30%は貧困線以下である。18歳未満の子どもの10.50%及び65歳以上の11.50%は貧困線以下の生活を送っている。

## 都市および村
- バラダ (en:Barada, Nebraska)
- ドーソン (en:Dawson, Nebraska)
- フォールズシティ (en:Falls City, Nebraska)
- ハンボルト (en:Humboldt, Nebraska)
- プレストン (en:Preston, Nebraska)
- ルロ (en:Rulo, Nebraska)
- セイラム (en:Salem, Nebraska)
- シューバート (en:Shubert, Nebraska)
- ステラ (en:Stella, Nebraska)
- ヴァードン (en:Verdon, Nebraska)